# هنري ديبهون
هنري ديبهون (بالإنجليزية: Henri Debehogne)‏ ‏(30 ديسمبر 1928 - 9 ديسمبر 2007). كان عالم فلك بلجيكي ومكتشف لإنتاج الكواكب الصغيرة.

## سيرته الشخصية
ولد في مايلين، وعمل هنري ديبهون في المرصد الملكي البلجيكي (بالفرنسية: Observatoire Royal de Belgique) في (أوكل) بلدية تقع في العاصمة بروكسل في بلجيكا، وتخصص في قياس الفلك للمذنبات والكواكب الصغيرة. ينسب إليه الفضل في اكتشاف أكثر من 700 كوكب صغير مرقّم، بما في ذلك كويكبات طروادة الكويكب 6090 و65001–66000، ومئات من الكويكبات في الحزام الرئيسي. توفي في 9 ديسمبر 2007، عن عمر يناهز 78 عامًا في (أوكل). سمي الكويكب«ديبهون2359» (2359 Debehogne) تكريما له.